# Stadtvermessung
Der Begriff Stadtvermessung oder auch Kommunales Vermessungswesen beinhaltet alle vermessungstechnischen und kartographischen Dienstleistungen, die innerhalb einer Kommunal- und Stadtverwaltung benötigt werden. Diese Dienstleistungen gliedern sich in die Schwerpunkte
- Vermessung,
- Geoinformation,
- Bewertung und
- Baulandumlegung.

Je nach Größe der Stadtverwaltung werden die Aufgaben der Stadtvermessung in einer Vermessungsabteilung oder in einem selbständigen Amt wahrgenommen. Die Führung des Liegenschaftskatasters ist nur in einigen Bundesländern dem Bereich der Stadtvermessung zugeordnet.
In der Regel obliegt der Stadtvermessung auch die Vergabe der Bezeichnungen von Straßen, Wegen und Plätzen sowie die Hausnummerierung.

## Schwerpunktaufgaben

### Vermessung
Zu den Vermessungsaufgaben gehören die Teilbereiche der Ingenieurvermessung und die Ausführung von Liegenschaftsvermessungen (allerdings nur dann, wenn das kommunale Vermessungsamt als Vermessungsdienststelle nach dem jeweiligen Landesrecht zugelassen ist). Schwerpunkt der Vermessungstätigkeit ist die Herstellung der Stadtgrundkarte. Hierbei werden Einzelelemente im Straßenraum (z. B. Laternen, Ampeln, Schilder etc.) sowie andere topographisch relevante Strukturen (z. B. Abgrenzungen unterschiedlicher Nutzungen im Straßenraum, Böschungen, Zäune, Mauern, Hecken etc.) vermessungstechnisch vor Ort erfasst und nach einer einheitlichen Zeichenvorschrift kartographisch ausgearbeitet. In Verbindung mit der von der Landesvermessungsverwaltung bereitgestellten Flurkarte ergibt sich dann die Stadtgrundkarte als wichtigste Kartengrundlage für die kommunalen Planungsaufgaben, z. B. als Kartengrundlage für Bebauungspläne oder als Planunterlage für Straßenausbauplanungen.

### Geoinformation
Der Aufgabe Geoinformation beinhaltet in der Regel die stadtweite Bereitstellung von raumbezogenen Daten in einem Geoinformationssystem. Hierbei hat die Stadtvermessung die Aufgabe der Datenbereitstellung sowohl von eigenen Geobasisdaten (z. B. die Stadtgrundkarte) als auch von extern bereitgestellten Geobasisdaten (z. B. die Flurkarte und Luftbilder von der Landesvermessungsverwaltung). Häufig unterliegt auch die Systempflege und der Betrieb des Geoinformationssystems bei der Stadtvermessung. Für die Erfassung und Verwaltung der Geofachdaten ist dann das jeweilige Fachamt zuständig.
Neben dem Betrieb eines stadtinternen Geoinformationssystems werden in der letzten Zeit die raumbezogenen Datenbestände in Geoportalen einer breiten Öffentlichkeit zugänglich gemacht. In der Regel ist die Stadtvermessung federführend bei der Einrichtung und der Konfiguration dieser Geoportale.
Als Teilbereich der Geoinformation ist auch die Herstellung von analogen Karten und Plänen anzusehen. Hierzu gehören:
- die Stadtgrundkarte für den Maßstabsbereich von 1:500 bis rd. 1:2000 für die flurstücksbezogene Darstellung von raumbezogenen Sachverhalten,
- die Stadtkarte für den Maßstabsbereich von 1:2.500 bis rd. 1:10.000 für die Darstellung von stadtteilbezogenen Sachverhalten und
- der Stadtplan für den Maßstabsbereich von 1:10.000 bis rd. 1:20.000 für touristische Zwecke und als Kartengrundlage für stadtteilweite Sachverhalte.

Diese Karten sind hinsichtlich Inhalt und Ausarbeitung (Detailtiefe) an die jeweilige Aufgabe angepasst und stellen die Kartengrundlage für die in den MERKIS-Empfehlungen aufgeführten Raumbezugsebenen dar.

### Bewertung
Die stadteigene Bewertungsstelle hat die Aufgabe die jeweiligen Werte für Grundstücksankäufe oder -verkäufe festzustellen (Grundstücksbewertung). In den meisten Fällen ist auch die Geschäftsstelle der Gutachterausschüsse der kommunalen Vermessungsdienststelle zugeordnet. Diese führt die Verwaltungstätigkeiten des Gutachterausschusses. Hierbei ist aber zu beachten, dass die Bewertungsstelle und der Gutachterausschuss für Grundstückswerte nicht identisch sind. Der Gutachterausschuss ist in der Regel kein städtischer Ausschuss, sondern ein mit Fachleuten besetztes Gremium, die durch Landesrecht bestellt werden.

### Bodenordnung
Zu den Aufgaben der Bodenordnung gehört die Schaffung von Grundstücken, die nach Lage, Form und Größe für eine bauliche oder sonstige Nutzung geeignet sind. Auf der Grundlage von rechtsverbindlichen Bebauungsplänen oder innerhalb eines im Zusammenhang bebauten Ortsteils auf der Grundlage einfacher Pläne erfolgt durch ein im Baugesetzbuch gesetzlich geregeltes Verfahren die Neuordnung des Grundbesitzes. Hierbei übernimmt die Stadtvermessung die Aufgabe der Geschäftsstelle des Umlegungsausschusses und betreut das Verfahren.

## Interessenvertretungen

### Bundesvertretung
- Fachkommission „Kommunales Vermessungswesen und Geoinformation“ im Deutschen Städtetag

### Länderweise organisierte Interessenvertretungen
- Arbeitsgemeinschaft Stadtvermessung im Städtetag Rheinland-Pfalz
- Arbeitsgemeinschaft der hessischen Vermessungs- und Liegenschaftsamtleiter im hessischen Städtetag
- Arbeitsgemeinschaft der städtischen Vermessungsämter im Städtetag Baden-Württemberg